# Marcelo Cruz
Marcelo Cruz da Silva (Porto Velho, 25 de dezembro de 1982) é um empresário e político brasileiro, filiado ao PRTB. 

## Biografia
Marcelo Cruz, em 2016, foi eleito para o mandato de vereador de Porto Velho, obtendo 2.990 votos. Atualmente exerce o seu segundo mandato de Deputado estadual de Rondônia.